# Canal de Givors
Le canal de Givors était un canal reliant Givors à Rive-de-Gier puis à la Grand-Croix. Construit de 1760 à 1780, il est ouvert le 6 décembre 1780. Le but de ses promoteurs était de fournir une alternative au transport terrestre. Il est comblé dans les années 1960 et recouvert par l’autoroute A47, ouverte à la circulation en 1970.

## Présentation
Le canal de Givors fut un temps appelé « canal des deux mers » parce qu'il devait assurer la jonction entre la Loire et le Rhône. Il permet le passage de navires au gabarit de 22,5 m de long sur 4,65 m de large, d'un tirant d'eau de 1,80 m, pour une hauteur libre de 2,80 m. Dans sa première partie, de Givors à Rive-de-Gier, les bateaux ont un parcours de 15,5 km pour un dénivelé de 85 mètres réparti entre 29 écluses simples ou doubles. Le parcours comporte aussi 5 ponts aqueducs, 19 chemins et un tunnel fluvial, « le Rocher percé », d’une longueur de 171 mètres. La prolongation du canal de 5 km jusqu'à la Grand-Croix est équipée de 13 écluses.

## Histoire

### Percement
Un premier projet de canal, étudié par Alléon de Varcourt, reste en suspens. Le canal de Givors sera ensuite construit en 17 ans, de 1763 à 1780, par un entreprenant Lyonnais, François Zacharie, initiateur du projet. Ses commerces d’horlogerie, quincaillerie et outillage allemand achetés à Paris et divers articles fabriqués à Saint-Étienne l’obligeaient à voyager, sur le canal de Briare mais aussi dans les gorges du Gier. En 1745, il commence ses premières études sur le terrain. Ses frais s’élèvent à 150 000 livres. Trois personnages l’aideront : Guillaume Coustou (1677-1746), sculpteur du roi, Jacques-Germain Soufflot (1713-1780) architecte du Panthéon et le beau-père de Gabriel de Sartine (1729-1801), lieutenant général de police de Paris, secrétaire d’Etat à la Marine. Les travaux débutent à Givors en 1763, après l’acquisition des premiers terrains.
La fortune personnelle de François Zacharie est complètement engloutie quand le canal, commencé à Givors, atteint Saint-Romain-en-Gier. Les travaux doivent être suspendus quand il décède en 1768 d'un malaise cardiaque dans une auberge à Givors. Il lègue en héritage à son fils Guillaume une montagne de dettes. Les créanciers confient à Guillaume la mission de terminer le canal.
En 1771, l'architecte et hydraulicien lyonnais Guillaume Marie Delorme est engagé pour la rectification et l’achèvement du canal.
En 1774, une compagnie se constitue, la « Compagnie des Intéressés du canal de Givors », érigée en fief. Le capital est de 72 actions de 15 000 livres dont 10 actions pour les bailleurs, 40 aux souscripteurs et 2 aux ingénieurs.
Lors d’une inauguration officielle, en 1776, en présence de plusieurs notables, une berge se rompt sous la pression de l’eau.
Le 22 août 1779, la compagnie est dans une situation critique. Jacques Necker, directeur général des finances, vient à son secours : il double les tarifs et assure à la concession une durée de 99 ans.

### Exploitation

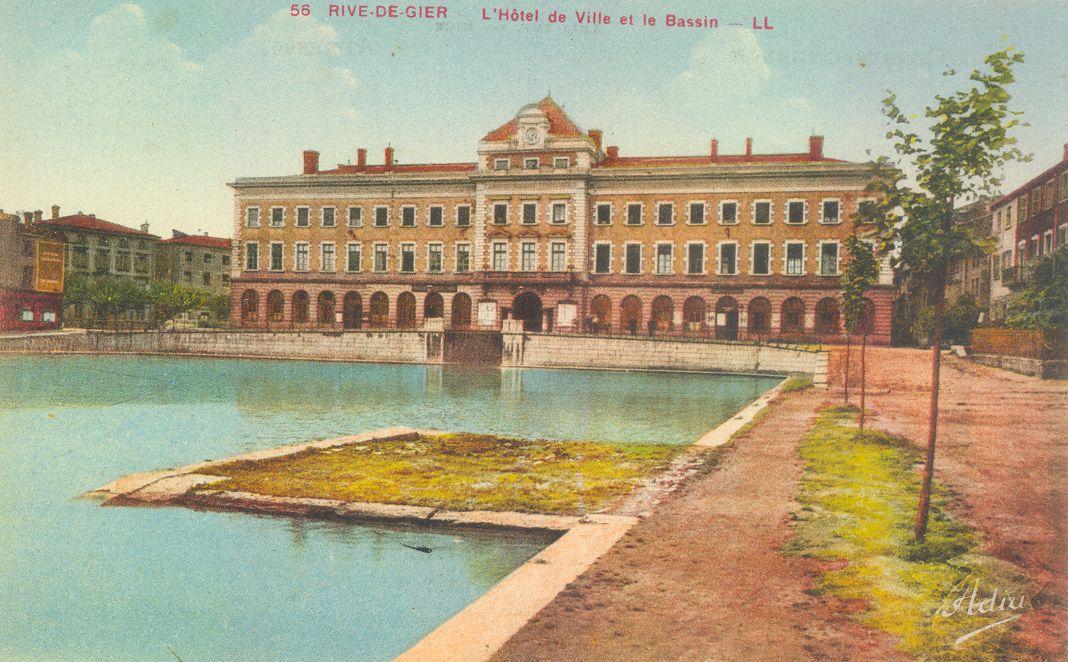
L'ancien Hôtel du Canal, à l'origine maison de l’Administration du Canal, puis à la cessation de l'activité de ce dernier, devenue caserne et enfin Hôtel de ville de Rive-de-Gier.

Demarie, inspecteur des Ponts et chaussées dirige les travaux et le canal aboutit finalement à Rive-de-Gier en 1780. La Verrerie de Michel Robichon l'utilise pour acheminer le charbon de Rive-de-Gier comme combustible.
En 1788, la Compagnie du Canal de Givors édifiera le barrage en terre de Couzon, le Gier n'étant plus suffisant pour alimenter en eau le canal en période de sécheresse.
Le canal connut un trafic important. La société le détenant distribuera plus de 11 millions de francs de dividendes et les actions de la Compagnie atteignent une valeur unitaire de 200 000 francs. On compte 3 000 bateaux par an. Le trafic est de plus de 140 000 tonnes. En 1792, à la fin du règne de Louis XVI, débute la construction du siège de la Compagnie du canal. Achevé en 1796, le « palais » est devenu l’Hôtel de ville de Rive-de-Gier, avec 36 fenêtres sur la façade principale.

### Concurrence et agrandissement
Mais ce succès ne durera pas. Des alternatives au transport par voie d'eau, notamment pour la houille, ont été cherchées car son tarif était jugé prohibitif. Il a progressivement reculé au profit du rail à partir des années 1830, notamment après la construction de la ligne de Saint-Étienne à Lyon.
Le canal fut prolongé jusqu’à La Grand-Croix, devenu depuis 1828 un centre minier important, non par sa surface d’exploitation, mais par l’épaisseur de la grande couche de charbon atteignant à certains endroits une hauteur de 15 mètres. Les travaux seront achevés en 1839, après le creusement d’un bassin embarcadère de 100 mètres de long sur 40 mètres de large.
En faillite, le canal est racheté par l’État en 1886 mais celui-ci ne parvient pas à relancer son activité économique. Il est aujourd'hui aliéné et en grande partie détruit. Le canal de Givors a été enseveli par la construction dans la vallée du Gier de l’autoroute A47 en 1970, seuls quelques vestiges du canal ont été épargnés.